# Jurij II. Šubić Bribirski
Jurij II. Šubić Bribirski ( hrvaško Juraj II Šubić Bribirski; ok. 1275 – Klis, 15. december 1328  ) je bil hrvaški plemič, član plemiške rodbine Šubić, ki je vladal iz trdnjave Klis.

## Zgodnje življenje
Jurij II. Šubić je bil sin Pavla I. Šubića Bribirskega, ki je bil najmočnejši hrvaški plemič konec 13. stoletja in v začetku 14. stoletja. Jurij II. je  ob podpori svojih dveh preostalih bratov Gregorja I. Šubića in Pavla II. Šubića  postal glava družine Šubić, potem ko je njegov brat Mladen II. Šubić padel v ujetništvo .

## Življenjska pot
Ko je leta 1303 umrl Jurij I., ga je kot vladar v Dalmaciji nasledil njegov nečak Jurij II. Leta 1303 je od strica Jurija I. nasledil naslov "grofa dalmatinskih mest" (civitatum maritimum comes) in naslove grofa trogirskega, ninskega in omiškega. Prav tako je imel naslov grofa Tropolja (od 1301) in grofa splitskega.
Ko je Pavel I. maja 1312 umrl, je Mladena II. nasledil kot ban Hrvaške in Dalmacije, svoja mesta pa je razdelil svojim bratom: Gregor je dobil Šibenik in Bribir, Jurij II. pa Omiš, Nin in Klis.
Jurij II. je poskušal ponovno prevzeti ozemlje in vpliv, ki ga je njegov brat Mladen II. Šubić izgubil v zadnji vojni za Bosno. Ni pa zahteval Bosne, temveč si je prizadeval za osvojitev dežel na Hrvaškem, ki jih je Šubiću odvzel grof Nelipić. Štefan II. Kotromanić je ponovno zamenjal zvestobo in se ponovno začel boriti za Šubiće. Poleti 1324 sta se pri slapovih Krke spopadla grof Nelipić in Jurij II.. Štefan II. je močno podpiral Šubiće, vendar se ni upal vključiti v boj. Šubićeva stranka je bila pri Kninu poražena, samega Jurija II. pa je nekaj časa po bitki ujel knez Nelipić. Štefan je poskušal osvoboditi Jurija II. iz ječe, vendar so bili vsi poskusi neuspešni. Umrl je leta 1328.

## Potomci
Jurij II. Šubić je imel pet otrok:
- Pavel III. († 1356), se je poročil z beneško plemkinjo Katarino Dandolo
- Katarina, poročena z grofom Ivanom Jurišićem
- Božidar ali »Deodat« († 1348), bribirski grof 1345–47.
- Mladen III. († 1348), vladal Klisu v letih 1330–48, se je poročil s srbsko princeso Jeleno Nemanjić
- Jelena (ok. 1306–1378), ki se je v Klisu poročila z regentom Bosne Vladislavom Kotromanićem in rodila prvega bosanskega kralja Tvrtka I.